# Tachina distenta
Tachina distenta là một loài ruồi trong họ Tachinidae.